# Kutara undomarginata
Kutara undomarginata är en insektsart som beskrevs av Cen och Cai 2002. Kutara undomarginata ingår i släktet Kutara och familjen dvärgstritar. Inga underarter finns listade i Catalogue of Life.